# Entartung (Quantenmechanik)
Von Entartung spricht man in der Quantenmechanik, wenn zum selben Messwert (Eigenwert) einer Observablen mehrere, voneinander linear unabhängige Eigenzustände existieren.
Als Entartungsgrad, Entartungsfaktor oder Multiplizität wird die Anzahl n der linear unabhängigen Eigenzustände zum gleichen Eigenwert bezeichnet. Diese spannen den n-dimensionalen Unterraum zum selben Eigenwert auf. Man nennt den Eigenwert dann n-fach entartet.
Zwei Zustände, die zum selben entarteten Eigenwert einer Observablen gehören, können folglich durch Messung dieser Observablen nicht voneinander unterschieden werden. Allerdings lässt sich zu jedem n-fach entarteten Eigenwert eine zweite Observable finden, die mit der ersten kommensurabel ist und in dem zum entarteten Eigenwert gehörenden Unterraum genau n Eigenzustände mit n verschiedenen Eigenwerten besitzt.
Entartung ist in vielen Fällen Folge einer Symmetrie des physikalischen Systems. So führt Rotationssymmetrie des Hamiltonoperators um beliebige Achsen zu einer Energieentartung. Die entarteten Zustände lassen sich hier in der Regel durch ihre verschiedenen Eigenwerte zu einer Drehimpulskomponente unterscheiden. Umgekehrt folgt aus der Entartung eines Eigenwerts einer Observablen immer, dass diese invariant unter jeder unitären Transformation des zugehörigen Eigenraums ist.

## Beispiel: Entartung im Wasserstoffatom
In der nichtrelativistischen Beschreibung des Wasserstoffatoms sind alle Zustände mit gleicher Hauptquantenzahl entartet. Diese Entartung lässt sich auf die Symmetrie des Zweikörperproblems mit einem Potential {\displaystyle \propto (-{\tfrac {1}{r}})} zurückführen.
| Hauptquantenzahl {\displaystyle n} | Drehimpuls-QZ {\displaystyle l=0\ldots n-1} | Orbital | magnetische QZ {\displaystyle m_{l}=-l\ldots 0\ldots +l} | Entartungsgrad: {\displaystyle \sum _{l=0}^{n-1}{(2l+1)}=n^{2}}-fach |
| ---------------------------------- | ------------------------------------------- | ------- | -------------------------------------------------------- | -------------------------------------------------------------------- |
| 1                                  | 0                                           | s       | 0                                                        | 1                                                                    |
| 2                                  | 0                                           | s       | 0                                                        | 4                                                                    |
| 2                                  | 1                                           | p       | −1, 0, +1                                                | 4                                                                    |
| 3                                  | 0                                           | s       | 0                                                        | 9                                                                    |
| 3                                  | 1                                           | p       | −1, 0, +1                                                | 9                                                                    |
| 3                                  | 2                                           | d       | −2, −1, 0, +1, +2                                        | 9                                                                    |

Die Berücksichtigung des Elektronenspins (die so genannte Feinstruktur) hebt diese Entartung teilweise auf. Korrekturen aufgrund der Wechselwirkung mit dem Kern (Hyperfeinstruktur) und aufgrund der Quantenelektrodynamik (Lambshift) reduzieren die Entartung weiter, bis auf die Entartung in den Komponenten des Gesamtdrehimpulses, die wegen der Rotationssymmetrie erhalten bleibt.